# Glen Ridge (Nova Jérsei)
Glen Ridge é um distrito localizado no estado americano de Nova Jérsei, no Condado de Essex.

## Demografia
Segundo o censo americano de 2000, a sua população era de 7271 habitantes.
Em 2006, foi estimada uma população de 6908, um decréscimo de 363 (-5.0%).

## Geografia
De acordo com o United States Census Bureau tem uma área de
3,3 km², dos quais 3,3 km² cobertos por terra e 0,0 km² cobertos por água.

## Localidades na vizinhança
O diagrama seguinte representa as localidades num raio de 4 km ao redor de Glen Ridge.